# انار شیطان

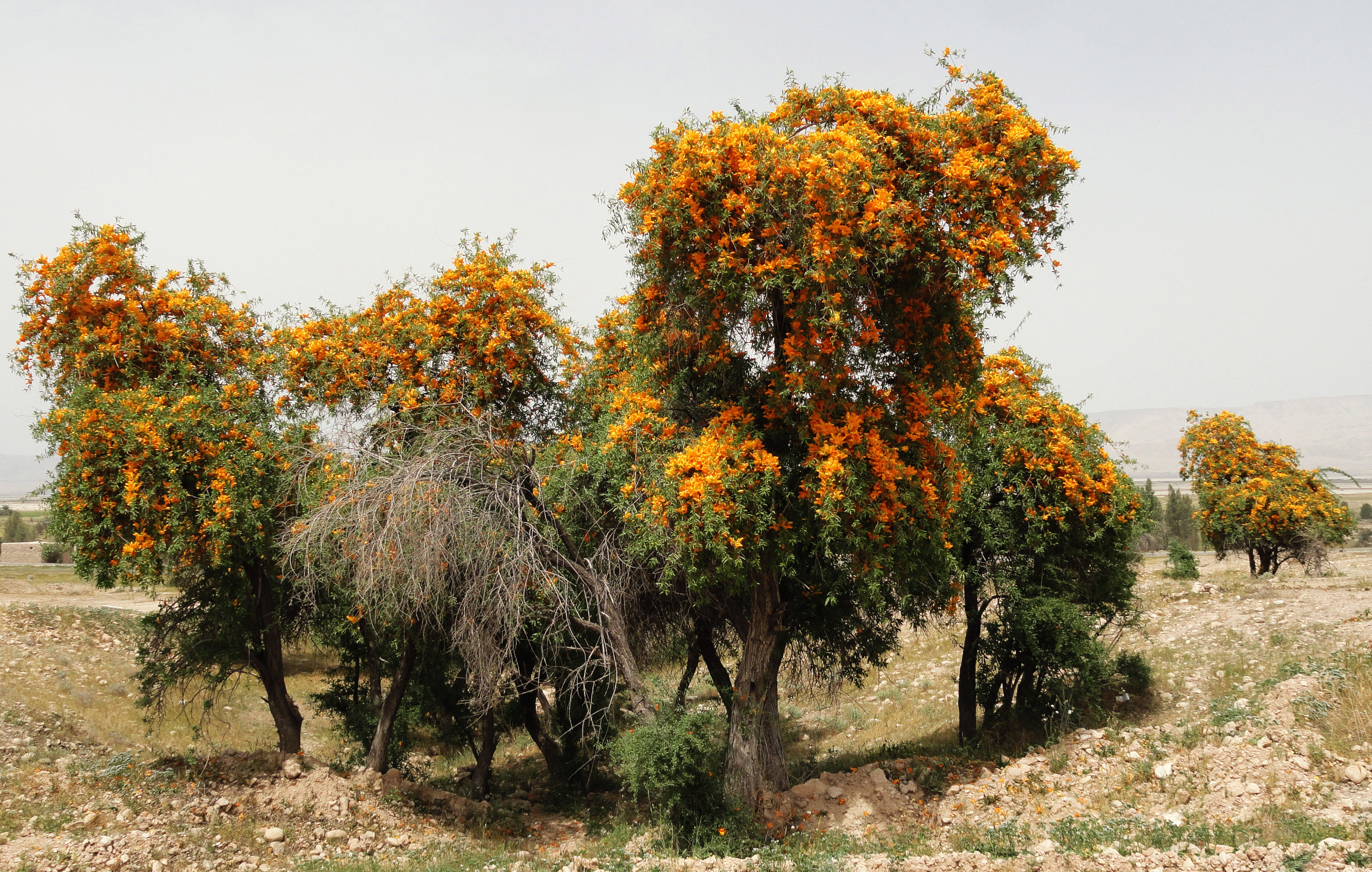
انار شیطان در بخش علامرودشت استان فارس

انار شیطان، سمنگ، پرپوک، سیمیل (نام علمی: Tecomella undulata) گونه‌ای درخت کوچک از تیرهٔ پیچ‌اناریان است. این درختچه را با نام‌های محلی گل‌پرک، نار ابوجهل ،چپل نار، پرپوک، سمنگ، سونگ، حمید، فرفار و ساج بیابان هم می‌نامند.،
انار شیطان بومی جنوب آسیا و از گونه‌های مهم مناطق بیابانی و خشک در جنوب ایران می‌باشد که در استان‌های فارس، بوشهر، خوزستان و هرمزگان به صورت توده‌های کوچک نسبتاً خالص پراکنش دارد.
جنگلی به نام گلپرکی دلفارد در جیرفت از رویشگاه‌های معروف آن در ایران است.
انار شیطان درختی بسیار مقاوم به خشکی، یخ‌زدگی و آتش‌سوزی است و برگ‌های آن خوراک دام است. ترکیبات شیمیایی درون گیاه کاربرد های پزشکی و دارویی دارد مانند لاپاکول 
چوب آن زیبا محکم بادوام است و برای ساختن قنداق تفنگ‌های دست‌ساز و برخی چوبهای جادو خاص کاربرد دارد و نیز برای لوازم ظریف نیز بکار می‌آید.

## ویژگی‌ها
معمولاً ارتفاع آن بین ۴ تا ۱۲ متر است. برگهای تقریباً همیشه سبز انار شیطان متقابل باریک و کشیده با کناره‌های صاف است. گلهای آن درشت بی‌بو و سرخ رنگ یا زرد مایل به قرمز و درازای جام گلها ۴ تا ۷ سانتیمتر و دارای شهد شیرین است. میوه باریک و دراز آن به طول ۲۰ سانتیمتر است.
پرچمها از جام گل بلندتر، کیسه‌های بساک دو حجره‌ای، حجره‌ها واگرا. میوه کپسول خورجین مانند، خطی طویل، دوحجره‌ای، دو دریچه‌ای، تقریباً فشرده. دانه‌ها در جهت عرضی بالدار، بالها ضخیم و در نهایت با لبه‌ای تا حدودی غشایی. 
از چوب این درخت برای منبت کاری استفاده می‌شود و برگ آن نیز خاصیت دارویی دارد. بوشهری‌ها از چوب این درخت برای ساخت قنداق تفنگ و عصا استفاده می‌کنند. این درخت در حال انقراض است.